# Mtonia glandulifera
Mtonia glandulifera là một loài thực vật có hoa trong họ Cúc. Loài này được Beentje mô tả khoa học đầu tiên năm 1999.